# Ліхтенштейн на зимових Олімпійських іграх 1980
Ліхтенштейн брав участь у Зимових Олімпійських іграх 1980 року у Лейк-Плесід (США) та завоював 4 медалі — 2 золоті та 2 срібні. Князівство представляли 7 спортсменів (4 чоловіка та 3 жінки) у змаганнях з гірськолижного та санного спорту.

## Медалі
| Медаль | Спортсмен       | Вид спорту          | Дисципліна                   |
| ------ | --------------- | ------------------- | ---------------------------- |
| Золото | Ганні Венцель   | Гірськолижний спорт | Жіночий гігантський слалом   |
| Золото | Ганні Венцель   | Гірськолижний спорт | Жіночий слалом               |
| Срібло | Андреас Венцель | Гірськолижний спорт | Чоловічий гігантський слалом |
| Срібло | Ганні Венцель   | Гірськолижний спорт | Жіночий швидкісний спуск     |

## Змагання

### Гірськолижний спорт
Чоловіки
| Спортсмен       | Дисципліна         | 1-а гонка | 1-а гонка | 2-а гонка | 2-а гонка | Загальний результат | Загальний результат |
| Спортсмен       | Дисципліна         | Час       | Місце     | Час       | Місце     | Час                 | Місце               |
| --------------- | ------------------ | --------- | --------- | --------- | --------- | ------------------- | ------------------- |
| Андреас Венцель | Швидкісний спуск   |           |           |           |           | 1:49.71             | 20                  |
| Пауль Фроммельт | Гігантський слалом | DSQ       | —         | —         | —         | DSQ                 | —                   |
| Андреас Венцель | Гігантський слалом | 1:20.17   | 1         | 1:21.32   | 4         | 2:41.49             | 2                   |
| Пауль Фроммельт | Слалом             | DNF       | —         | —         | —         | DNF                 | —                   |
| Андреас Венцель | Слалом             | 54.63     | 7         | 53.17     | 15        | 1:47.80             | 12                  |

Жінки
| Спортсмен      | Дисципліна         | 1-а гонка | 1-а гонка | 2-а гонка | 2-а гонка | Загальний результат | Загальний результат |
| Спортсмен      | Дисципліна         | Час       | Місце     | Час       | Місце     | Час                 | Місце               |
| -------------- | ------------------ | --------- | --------- | --------- | --------- | ------------------- | ------------------- |
| Петра Венцель  | Швидкісний спуск   |           |           |           |           | 1:42.50             | 23                  |
| Ганні Венцель  | Швидкісний спуск   |           |           |           |           | 1:38.22             | 2                   |
| Урсула Концетт | Гігантський слалом | DNF       | —         | —         | —         | DNF                 | —                   |
| Петра Венцель  | Гігантський слалом | 1:18.75   | 26        | 1:30.28   | 16        | 2:49.03             | 19                  |
| Ганні Венцель  | Гігантський слалом | 1:14.33   | 1         | 1:27.33   | 3         | 2:41.66             | 1                   |
| Урсула Концетт | Слалом             | DNF       | —         | —         | —         | DNF                 | —                   |
| Петра Венцель  | Слалом             | 47.47     | 20        | 45.87     | 12        | 1:33.34             | 14                  |
| Ганні Венцель  | Слалом             | 42.50     | 1         | 42.59     | 1         | 1:25.09             | 1                   |

### Санний спорт
Чоловіки
| Спортсмен        | 1-й заїзд | 1-й заїзд | 2-й заїзд | 2-й заїзд | 3-й заїзд | 3-й заїзд | 4-й заїзд | 4-й заїзд | Загальний результат | Загальний результат |
| Спортсмен        | Час       | Місце     | Час       | Місце     | Час       | Місце     | Час       | Місце     | Час                 | Місце               |
| ---------------- | --------- | --------- | --------- | --------- | --------- | --------- | --------- | --------- | ------------------- | ------------------- |
| Вольфганг Шедлер | 45.751    | 25        | 48.568    | 23        | DNF       | —         | —         | —         | DNF                 | —                   |
| Райнер Гасснер   | 45.283    | 19        | 45.956    | 20        | 45.907    | 19        | 44.928    | 11        | 3:02.074            | 13                  |

Чоловіча «двійка»
| Спортсмен                       | 1-й заїзд | 1-й заїзд | 2-й заїзд | 2-й заїзд | Загальний результат | Загальний результат |
| Спортсмен                       | Час       | Місце     | Час       | Місце     | Час                 | Місце               |
| ------------------------------- | --------- | --------- | --------- | --------- | ------------------- | ------------------- |
| Вольфганг Шедлер Райнер Гасснер | 40.829    | 16        | 42.566    | 17        | 1:23.395            | 16                  |